# Tolmomyias flaviventris
Tolmomyias flaviventris là một loài chim trong họ Tyrannidae.